# Claudio Castelucho

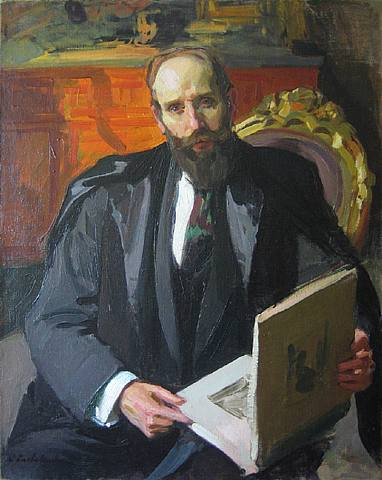
Selbstporträt von Claudio Castelucho, L'amateur (um 1907)

Claudio Castelucho (eigentlich Claudio Castelucho Diana; * 5. Juli 1870 in Barcelona; † 31. Oktober 1927 in Paris) war ein spanischer Maler und Bildhauer.

## Biographie
Claudio Castelucho wurde in Barcelona geboren und wurde 1905 Lehrer an der Kunstakademie Académie de la Grande Chaumière in Paris. Er war ungemein beliebt als Lehrer. Unter seinen Schülern waren: Bertha Züricher, Editha Klipstein, Jacques Camus, Alice Pike Barney and Edwin Holgate.

## Werke (Auswahl)

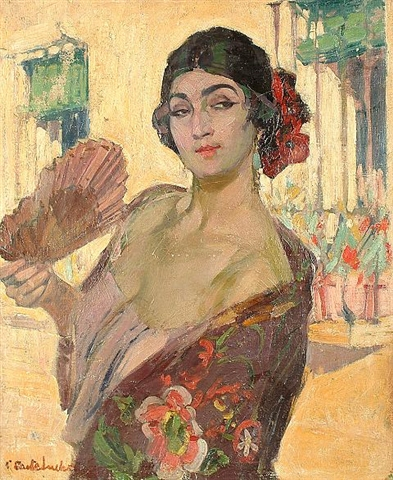
Die Flamenco-Tänzerin, um 1905
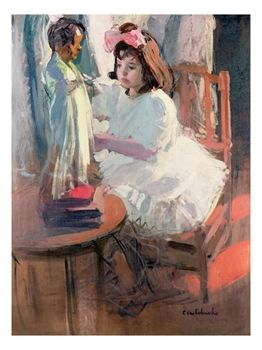
Die Kleiderpuppe, um 1905
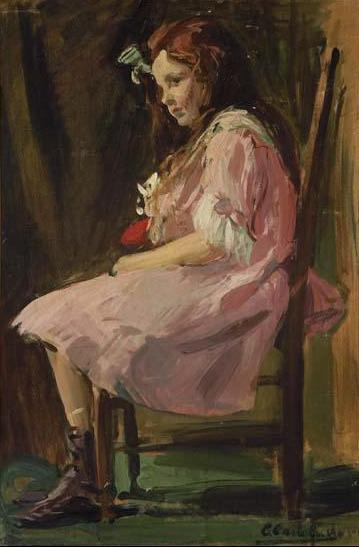
Óleo sobre lienzo firmado